# Setobaudinia
Setobaudinia is een geslacht van weekdieren uit de klasse van de Gastropoda (slakken).

## Soorten
- Setobaudinia collingii (E. A. Smith, 1893)
- Setobaudinia nicolasi Criscione & Köhler, 2016